# Prostitución en Samoa

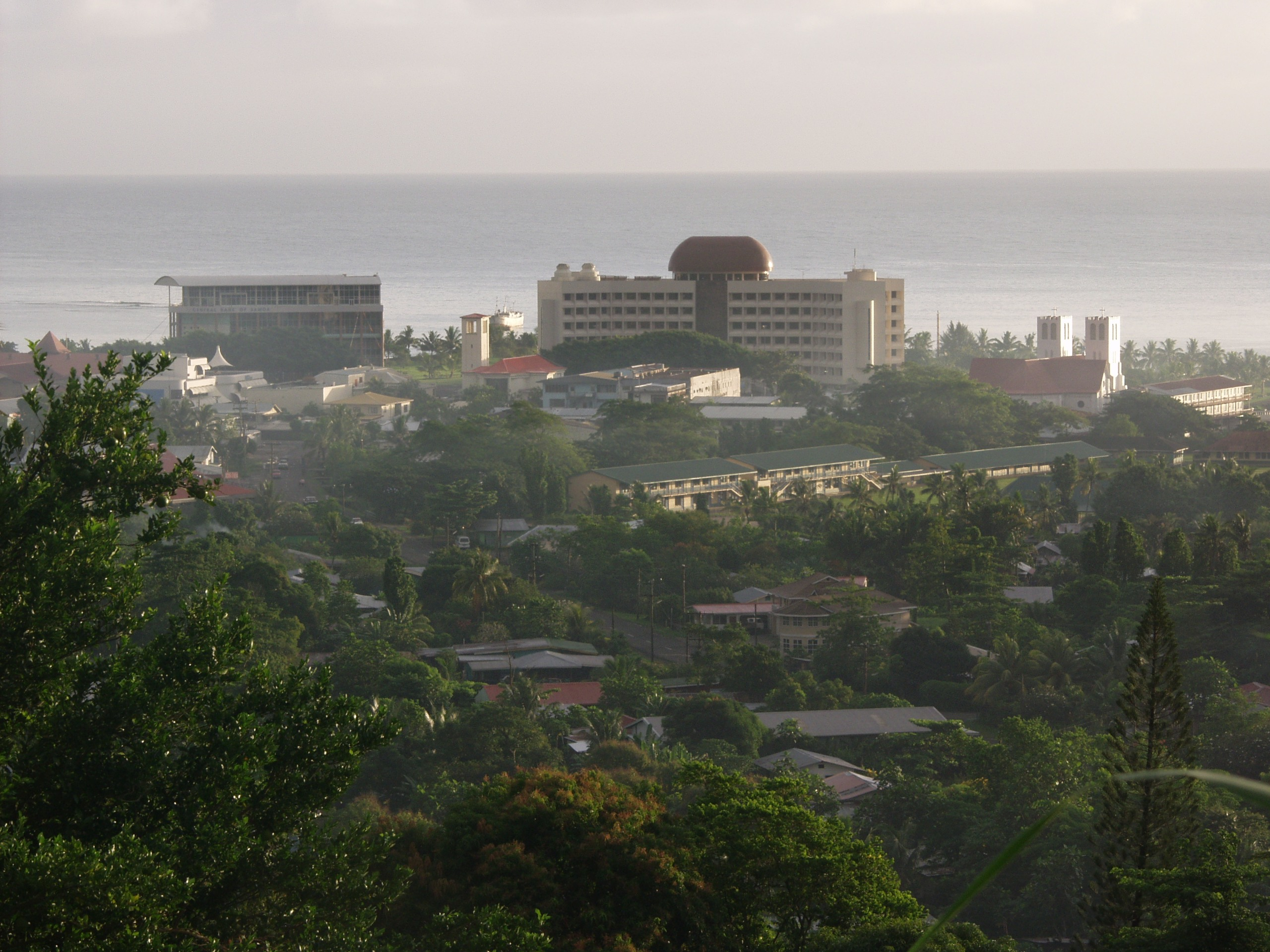
Imagen de Apia, capital de las islas, foco principal de la actividad, aunque es ilegal, en el país.

La prostitución en Samoa es ilegal, pero pese a tal tratamiento se practica de forma habitual. En 2009, una investigación del periódico Samoan Observer detectó que en las islas se ejercía la prostitución. Un estudio realizado en 2016 por el Programa de las Naciones Unidas para el Desarrollo (PNUD), Unicef y la Universidad de Nueva Gales del Sur indicó que en Samoa había aproximadamente 400 trabajadoras sexuales, que atendían a clientes locales y extranjeros, lo que equivale a 1 de cada 140 mujeres adultas de la isla.
La razón principal por la que las mujeres ejercían el trabajo sexual era económica; algunas comenzaban a hacerlo a una edad tan temprana como los 13 años. En febrero de 2017, la Policía de Samoa se preparó para iniciar una investigación sobre un negocio de propiedad extranjera que supuestamente utilizaba a mujeres locales en una operación de prostitución. Ese mismo año, el Ministerio de Salud presentó planes para ofrecer servicios de asesoramiento y educación a las trabajadoras sexuales como parte de plan "National HIV, AIDS, and STI Policy 2017-2022", de política preventiva.

## Situación legal
La prostitución es ilegal en Samoa en virtud de la Ley de Delitos de 2013. La legislación samoana también prohíbe a cualquier persona vivir de las ganancias de una prostituta, para lo cual la pena máxima es de diez años de prisión. El proxenetismo y el mantenimiento de burdeles también son ilegales, y este último está sujeto a una pena máxima de diez años de prisión.

## Legislación
Las disposiciones de la Ley de Delitos de 2013 en relación con la prostitución son las siguientes:
- Artículo 62. Uso de amenazas de intimidación con fines de conducta sexual - Pena máxima de 5 años de prisión;
- Artículo 70. Mantenimiento de prostíbulos - Pena máxima de 10 años;
- Artículo 72. Artículo 72. Prostitución - Pena máxima de 3 años;
- Artículo 73. Proxenetismo - 5 años como máximo;
- Artículo 74. Vivir de las ganancias de la prostitución - 10 años como máximo;
- Artículo 75. Proxenetismo - Máximo 7 años.

## Historia
En el siglo XIX, el pueblo pesquero de Apia se convirtió en un puerto en el que recalaban barcos de muchas naciones. La prostitución creció en la zona portuaria hasta tal punto que, en 1892, el escritor escocés Robert Louis Stevenson escribió que "los blancos de Apia yacían en la peor miseria de la degradación". La ciudad también era conocida como "el pequeño Cairo" y "el infierno en el Pacífico". Muchas de las prostitutas eran "mestizas". En 1893, el reverendo John William Hill propuso construir un hospital para prostitutas enfermas.
Durante la Segunda Guerra Mundial, el número de tropas estadounidenses en la isla provocó un gran aumento de la prostitución. Las puertas de entrada al aeropuerto eran conocidas por los samoanos como "las puertas del pecado". Un matai (jefe) fue expulsado de su aldea por sospechas de procurar prostitutas a los estadounidenses.

## Tráfico sexual
El Departamento de Estado de los Estados Unidos expuso, en un informe de 2022, que no le constaban acciones ilegales en el país de acciones que lo situaran como foco de origen, destino o tránsito de víctimas de trata sexual.